# Avigliano
Avigliano est une commune italienne d'environ 11 100 habitants, située dans la province de Potenza, dans la région Basilicate en Italie méridionale.

## Histoire
Le ministre Emanuele Gianturco (mort à Naples en 1907) y est né le 20 mars 1857.

## Culture
La ville est le centre de production du couteau d'Avigliano, pièce artisanale recherchée par les collectionneurs.

## Monuments et patrimoine
- La Basilique Papale Santa-Maria del Carmine d'Avigliano, construite dès le IXe siècle.

## Personnalité
- Ninco Nanco (1833-1864), brigand, criminel et chef de bande

## Administration
| Période                                  | Période | Identité | Étiquette | Qualité |
| ---------------------------------------- | ------- | -------- | --------- | ------- |
|                                          |         |          |           |         |
| Les données manquantes sont à compléter. |         |          |           |         |

### Communes limitrophes
Atella, Bella, Filiano, Forenza, Pietragalla, Potenza, Ruoti